# Aliganj
Aliganj ist eine Stadt im indischen Bundesstaat Uttar Pradesh.
Die Stadt ist Teil des Distrikts Etah. Aliganj liegt ca. 233 km westlich von Lucknow. Aliganj hat den Status eines Nagar Palika Parishad. Die Stadt ist in 25 Wards gegliedert. Aliganj hatte am Stichtag der Volkszählung 2011 28.396 Einwohner, von denen 15.172 Männer und 13.224 Frauen waren.